# Autoritratti con oggetti
| Recensione           | Giudizio |
| -------------------- | -------- |
| Il Mucchio Selvaggio | positivo |

Autoritratti con oggetti è il primo album solista di Gianluca De Rubertis, membro del duo pop italiano Il Genio, pubblicato il 28 marzo 2012 da Niegazowana Records e distribuito da Venus.

## Il disco
L'album è stato registrato da Matilde De Rubertis (sorella di Gianluca e membro delle Girl with the Gun), Jean Charles Carbone, Davide Lasala e Francesco Ambrosini.
Alla realizzazione hanno partecipato Rodrigo D'Erasmo e Roberto Dell'Era degli Afterhours, Gianluca Gambini (collaboratore di Dente), Enrico Gabrielli (Mariposa, Calibro 35), Lorenzo Corti (collaboratore de Le luci della centrale elettrica), Marco Ancona (Fonokit), Andrea Rizzo, il cantautore italo-australiano Pete Ross, Luciano Macchia, Raffaele Kohler, Lucia Manca, Matilde De Rubertis e Chiara Piliego.
L'album è stato anticipato dal singolo Mariangela, brano di cui è stato realizzato anche un video pubblicato il 27 marzo per la regia di Pierluigi De Rubertis e Viola Barbato. In ottobre viene pubblicato il video di Io addio.

## Tracce
1. Rimanere male
2. Io addio
3. Lilì
4. Hotel da fine
5. Mariangela
6. Singolare donna
7. Amore colbacco
8. La prima vera parola
9. Valzer della sera
10. Mazurka
11. Signorina
12. La città
13. Parlorama

## Singoli
- Mariangela
- Io addio